# Cinnamomum longepedicellatum
Cinnamomum longepedicellatum är en lagerväxtart som beskrevs av André Joseph Guillaume Henri Kostermans. Cinnamomum longepedicellatum ingår i släktet Cinnamomum och familjen lagerväxter. Inga underarter finns listade i Catalogue of Life.